# Mehdy Metella
Mehdy Metella (n. 17 iulie 1992, Cayenne, Guyana Franceză, Franța) este un înotător francez, medaliat olimpic. A participat la 2 ediții ale Jocurilor Olimpice (2016, 2020) în care a câștigat o medalie de argint.